# استفانو دزیدری
استفانو دزیدری (انگلیسی: Stefano Desideri؛ زادهٔ ۳ ژوئیهٔ ۱۹۶۵) بازیکن فوتبال اهل ایتالیا است.
از باشگاه‌هایی که در آن بازی کرده‌است می‌توان به باشگاه فوتبال اینتر میلان، باشگاه فوتبال آ.اس. رم، باشگاه فوتبال اودینزه، باشگاه فوتبال پیاچنزا، و باشگاه فوتبال لیورنو اشاره کرد.
وی همچنین در تیم ملی فوتبال زیر ۲۱ سال ایتالیا بازی کرده‌است.